# Герцык, Евгения Казимировна
Евгения Казимировна Герцык (Лубны-Герцык; 30 сентября (12 октября) 1878, Александров — 20 января 1944, хутор Зелёная Степь, Курская область) — русская поэтесса, переводчица
, критик и мемуарист, сестра Аделаиды Герцык, двоюродная сестра жены Ивана Ильина Натальи Вокач.

## Биография
Родилась в семье инженера-путейца из польского дворянского рода. С 1898 года в Москве. В 1905 году окончила историко-филологический факультет Высших женских курсов. Часто путешествовала по Европе (1905, 1909, 1912, 1913). В 1911 году перешла в православие.
Революционные годы и Гражданскую войну семья Герцык пережила в Крыму, в Судаке. Евгения пишет в своих воспоминаниях:

Смятенные судакские дни на переломе двух миров, 18-20 годы. Все зыбко. Мы не знаем, чьи мы и что наше. Нас не трогают, не выгоняют ещё из домов, но виноградники и огороды вытоптаны, обобраны. Земля не кормит больше. Она только призрачный фон для душ Чистилища, не отбрасывающих тени. Ни в прошлое, ни в будущее. Мы голодали.
С осени 1928 года — у брата в Кисловодске, в 1938 году семья переехала в заповедник «Стрелецкая степь» Курской области, а с началом войны на хутор Зелёная степь Медвенского района. Умерла зимой 1944 года, тяжело больная, пережив оккупацию.

## Творчество
Уже с 1901 года переводила на русский язык прозу и философские труды Фридриха Ницше, Куно Фишера, Сельмы Лагерлёф, Жоржа Гюисманса. Автор нескольких существенных критических статей, среди которых выделяется статья о Дмитрии Мережковском «Бесоискательство в тихом омуте», опубликованная в 1906 г. в журнале «Золотое руно».
Участвовала в знаменитых ивановских средах, о которых оставила ценные воспоминания, героями которых стали, в частности, Вячеслав Иванов, Иван Ильин, Лев Шестов, Максимилиан Волошин, Марина Цветаева, Софья Парнок, Павел Флоренский и другие.
Как указывает рецензент новейшего издания мемуаристики Герцык,

весьма необычен и глубок взгляд Е. Герцык на то, что происходило в СССР в 30-е годы, выраженный в «Письмах оттуда», которые были опубликованы за границей в «Современных записках».

«Одной из самых замечательных женщин начала XX века, утонченно-культурной, проникнутой веяниями ренессансной эпохи» назвал Евгению Герцык философ Николай Бердяев, с которым, как и с его женой Лидией, она состояла в многолетней переписке.